# Аукціон 3.0
Аукціон 3.0 — перша в світі децентралізована система Blockchain аукціону для приватизації та оренди майна. Метою даного проекту є створення прозорої, децентралізованої системи електронного аукціону для приватизації та оренди, а також для мінімізації існуючої корупції, скорочення бюджетних витрат держави та для спрощення процесу участі в аукціоні.

## Архітектура системи
Open source моніторинг через API децентралізованого методу ставок, в якому ставки автоматично реєструються як транзакції і мають автоматичне підтвердження оплати.

## Еволюція аукціону
Покоління 1
Електронні аукціони першого покоління мають централізовану базу даних, яка немає ніяких незалежних підключених до платформи аукціону сайтів та громадської відкритості.
Основна проблема — це відсутність публічного доступу до інформації аукціону.
Покоління 2
Електронні аукціони другого покоління — це аукціони які світ використовує на даний момент. Даний тип аукціону вирішує проблему з публічним доступом до інформації, але все одно має ряд деяких проблем, таких як: Центральна база даних не захищена від шахрайства з боку адміністратора, потрібна велика кількість грошей для підтримання системи в робочому стані, люди які збираються взяти участь в аукціоні повинні надати певну кількість документів перед початком процесу ставок, це в свою чергу створює незручність і додаткове навантаження для процедури.
Покоління 3
Аукціони 3-го покоління працюють на системі Blockchain, яка вирішує проблеми пов'язані з махінаціями з боку адміністратора, а також сильно мінімізує кількість документів які люди повинні надати для участі в аукціоні та процесі ставок.
Даний тип аукціону абсолютно безкоштовний і уряду не потрібно витрачати гроші на те щоб підтримувати працездатність аукціону, так як аукціон підтримується приватними особами які будуть заробляти на цьому гроші.

## Меморандум та впровадження
Меморандум щодо прийняття та передачі проекту аукціон 3.0 був підписаний наступними адміністраціями та радами: Одеська обласна державна адміністрація, Київська обласна державна адміністрація, Полтавська обласна державна адміністрація, Дніпропетровська обласна державна адміністрація, Київська міська адміністрація, Львівська міська рада, Херсонська міська рада, Білоцерківська міська рада та Дніпровська міська рада.
На даний момент згідно з підписаним меморандумом аукціон вже працює в Білій Церкві, Одесі та Херсоні як державна система аукціону для приватизації та оренди державного майна і знаходиться на стадії підключення в інших органах які підписали меморандум.